# 嶋岡健治
嶋岡健治（1949年5月9日—）是一名日本前排球运动员。他在1968年夏季奥林匹克运动会中，参加了男子排球比赛并获得银牌。他也参加了1970年、1974年和1978年亚洲运动会，获得两枚金牌和一枚银牌。